# All the Young Droogs
All the Young Droogs è il nono album in studio del gruppo musicale inglese The Adicts, pubblicato nel 2012 dalla DC-Jam Records.

## Tracce
1. Battlefield W1
2. Wild
3. Stomper
4. My Old Friend
5. Stop The World (I Wanna Get Off)
6. Give It to Me Baby
7. Rage Is the Rage
8. All the Young Droogs
9. To Us Tonight
10. Catch My Heart
11. Horrorshow
12. Love Lies Bleeding

## Formazione
- Keith "Monkey" Warren - voce
- Pete "Pete Dee" Davison - chitarra, cori, piano, sintetizzatore
- John "Scruff" Ellis – chitarra, cori
- Shahen Hagobian - basso, cori
- Michael "Kid Dee" Davison - batteria, cori